# Zoo de Johannesbourg
Le zoo de Johannesburg, surnommé Joburg Zoo en Afrique du Sud est un parc zoologique situé à Johannesbourg en Afrique du Sud. Fondé en 1904, la ville de Johannesburg en est le propriétaire et le gestionnaire. D'une superficie de 81 hectares, le zoo abrite environ 2 000 animaux de 320 espèces différentes. Les tout premiers pensionnaires étaient un lion, un léopard, une girafe, deux mâles Hippotragues noirs, un babouin, une genette, un couple de macaques rhésus, un couple de porc-épic et un Aigle royal. Le zoo de Johannesburg est à présent connu pour ses lions blancs. Son résident le plus connu était sans doute le gorille Max.

## Histoire
Le zoo de Johannesburg trouve son origine dans la ferme de Braamfontein, propriété d'Hermann Eckstein. Il achète la ferme pour l'explorer, à la recherche de minéraux, mais n'en ayant pas trouvé, la terre est convertie en plantation forestière en 1891. Elle est appelée Sachsenwald en l'honneur d'Otto von Bismarck. En août 1903, le maire de Johannesburg, W. John Carr, reçoit une lettre de Wernher Beit & Co et Max Michaelis proposant au conseil municipal de Johannesburg 200 hectares de terrain dans la plantation de Sachsenwald pour un usage récréatif par les habitants de Johannesburg. Le parc est baptisé Herman Eckstein Park en l'honneur de l'homme du même nom. Ce parc devient le Zoo Lake, le zoo de Johannesburg et le musée national sud-africain d'histoire militaire. Le terrain est transféré au conseil municipal de Johannesburg le 22 mars 1904,.
James Percy Fitzpatrick fait don des premiers animaux au zoo, sa petite collection privée d'animaux sauvages africains, et continue à fournir des animaux au zoo jusqu'en 1912,. Les premiers enclos du zoo abritent deux lions et un léopard. En 1910, un kiosque à musique est construit. Après 1912, le zoo s'étend sur un terrain qui avait été alloué pour un mémorial de guerre, le Rand Regiments Memorial, pour les soldats morts pendant la deuxième guerre des boers. Entre 1913 et 1915, des enclos sons construits pour un rhinocéros et un éléphant. Un éléphant d'Asie et un chameau sont importés et dressés pour des promenades. Le zoo et le parc voisin sont l'un des très rares espaces publics qui n'ont jamais fait l'objet de ségrégation pendant l'apartheid en Afrique du Sud. Dans les années 1960, le zoo passe de cages en fer et en béton à des enclos ouverts et paysagers. À partir de 1994, le zoo, comme d'autres en Afrique du Sud, commence à perdre ses subventions gouvernementales et donc en 2000, le conseil municipal de Johannesburg corporatise le zoo qui devient la Johannesburg Zoo Company avec le conseil comme actionnaire principal. Il est établi que le zoo doit générer 75% de son propre budget en 2007. Le zoo abrite actuellement 326 espèces composées de 2096 spécimens dont 20 espèces de grenouilles, 5 d'araignées, 128 d'oiseaux, 47 de reptiles, 25 de poissons et 101 de mammifères.
Il abrite le dernier ours polaire d'Afrique jusqu'en 2014.

## Programme de préservation
C'est l'un des rares endroits au monde à posséder des lions blancs (une mutation génétique des lions d'Afrique), et qui connait un succès considérable dans leur élevage ; ces lions sont plus recherchés que les lions fauves par les autres zoos. Le zoo de Johannesburg est également le seul zoo d'Afrique du Sud à avoir réussi à élever des tigres de Sibérie, les plus grands félins du monde. Twist, le mâle sibérien, pèse 320 kg et est le père de tous les tigres de Sibérie que l'on trouve en Afrique du Sud. Max le gorille est probablement le pensionnaire le plus connu du zoo.